# Zygophyllum depauperatum
Zygophyllum depauperatum är en pockenholtsväxtart som beskrevs av Emmanuel Drake del Castillo. Zygophyllum depauperatum ingår i släktet Zygophyllum och familjen pockenholtsväxter. Inga underarter finns listade i Catalogue of Life.